# SIAI S.9
Il SIAI S.9, citato anche come Savoia S.9, fu un idrovolante da ricognizione a scafo centrale, monomotore biposto e biplano, sviluppato dall'azienda aeronautica italiana Società Idrovolanti Alta Italia (SIAI) nei tardi anni dieci del XX secolo e prodotto, oltre che dalla stessa, anche su licenza dalla francese Società Anonyme des Chantiers Aéro-Maritimes de la Seine (CAMS).

## Storia del progetto
Le esigenze belliche della prima guerra mondiale suggerirono alla SIAI di sviluppare un nuovo modello di idrovolante adatto alla ricognizione aerea da proporre all'aviazione militare italiana, per affiancare il pari ruolo SIAI S.8 già impiegato dai reparti aerei della Regia Marina, la marina militare dell'allora Regno d'Italia.
A tale scopo l'ufficio tecnico dell'azienda, diretto dall'ingegner Raffaele Conflenti, avviò lo sviluppo di un velivolo adatto allo scopo, attingendo all'esperienza nella costruzione dei modelli FBA che l'azienda italiana realizzava su licenza. Il nuovo modello, indicato come "modello 9", riproponeva, affinandola, l'impostazione dei precedenti progetti FBA, idro a scafo centrale con velatura biplana monomotore con propulsore montato in configurazione spingente.
La costruzione del prototipo si concluse nel corso del 1918, anno in cui venne compiuto anche il primo volo.

## Tecnica
L'S.9 conservava l'aspetto generale degli idrovolanti del periodo e sostanzialmente l'impostazione del capostipite SIAI S.8, idrovolante biposto a scafo centrale con configurazione alare biplana.
Lo scafo, realizzato in legno, era caratterizzato dall'abitacolo aperto a due posti affiancati per il pilota ed il copilota osservatore. Posteriormente terminava in un impennaggio classico cruciforme, monoderiva con piani orizzontali controventati.
La velatura era di tipo biplana, con ala superiore posizionata alta a parasole e la seconda montata alta sullo scafo, collegate, tra loro da una doppia coppia di montanti tubolari per lato, struttura ulteriormente irrobustita da tiranti in cavetto d'acciaio. La prima era collegata allo scafo centrale tramite un'incastellatura dove era anche collocato il motore e la seconda era dotata di due galleggianti equilibratori posizionati all'intradosso.
La propulsione era affidata ad un motore Fiat A.12bis, un 6 cilindri in linea raffreddato a liquido in grado di erogare una potenza pari a 300 CV (221 kW), collocato tra i due piani alari in configurazione spingente su un castello tubolare centrale, e abbinato a un'elica in legno a passo fisso.

## Impiego operativo

### Finlandia
Il modello fu uno dei velivoli che andarono a costituire la Suomen ilmavoimat, l'aeronautica militare finlandese, donato dal governo italiano alla nuova realtà statale dopo l'indipendenza dall'Impero russo. Un esemplare di S.9 venne preso in carico nel settembre 1919 rimanendo in servizio fino al maggio 1920 quando, a causa di un errore di valutazione del maggiore Väinö Mikkolan che era ai suoi comandi, rimase distrutto per l'impatto con la superficie dell'acqua, causa l'eccessiva di velocità di discesa in fase di ammaraggio, nei pressi della base militare di Santahamina. Altri due esemplari, ottenuti nel settembre 1920 grazie all'iniziativa del produttore di tabacco Achilles Christides, vennero persi per incidente all'inizio del loro volo di trasferimento, probabilmente per la disintegrazione delle eliche, causando la morte di tutti gli equipaggi.

## Utilizzatori
Finlandia
- Suomen ilmavoimat

 Italia
- Corpo Aeronautico Militare
- Regia Aeronautica